# Wojskowa Ochrona Przeciwpożarowa

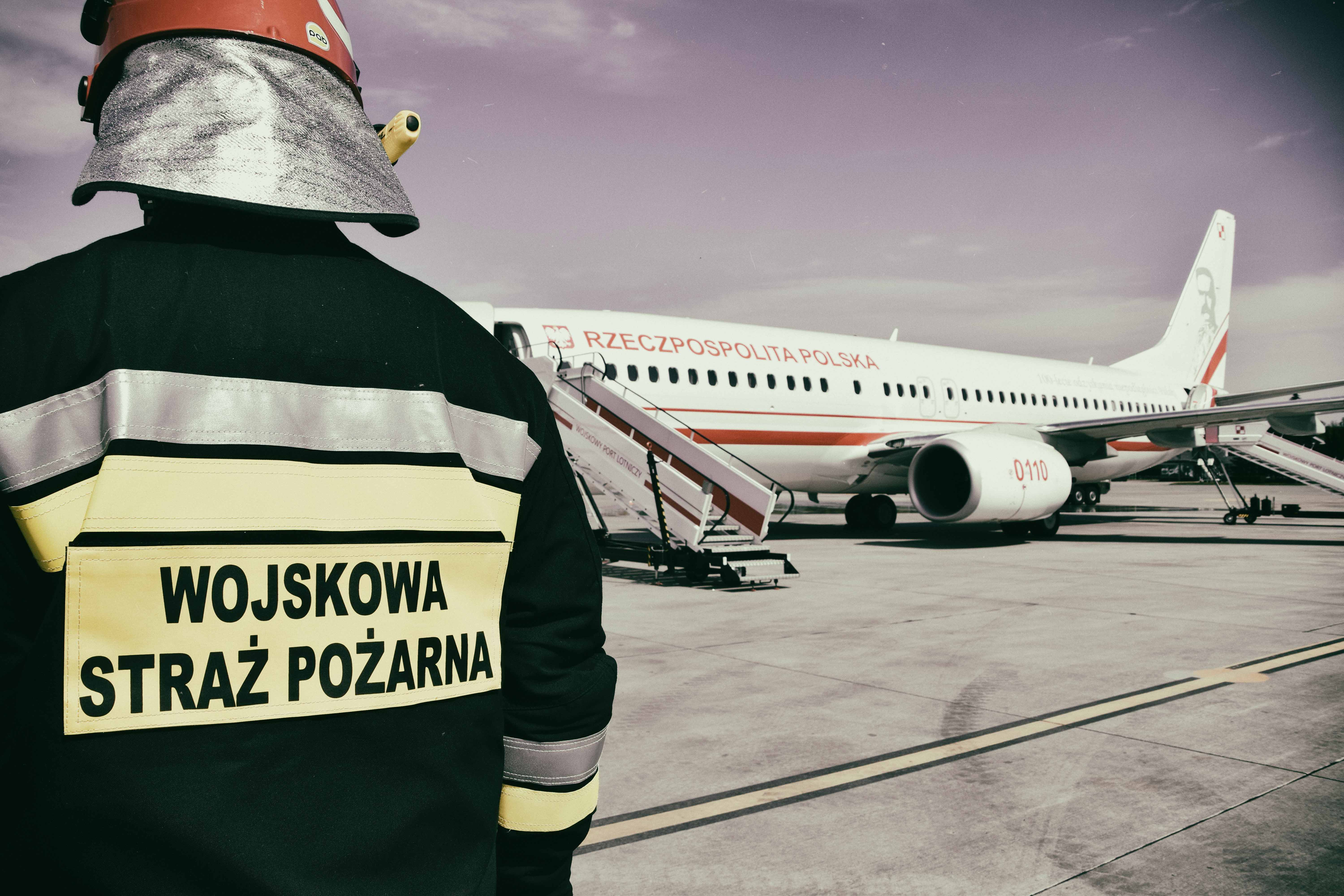
WSP 1. Bazy Lotnictwa Transportowego zabezpiecza przylot statku powietrznego

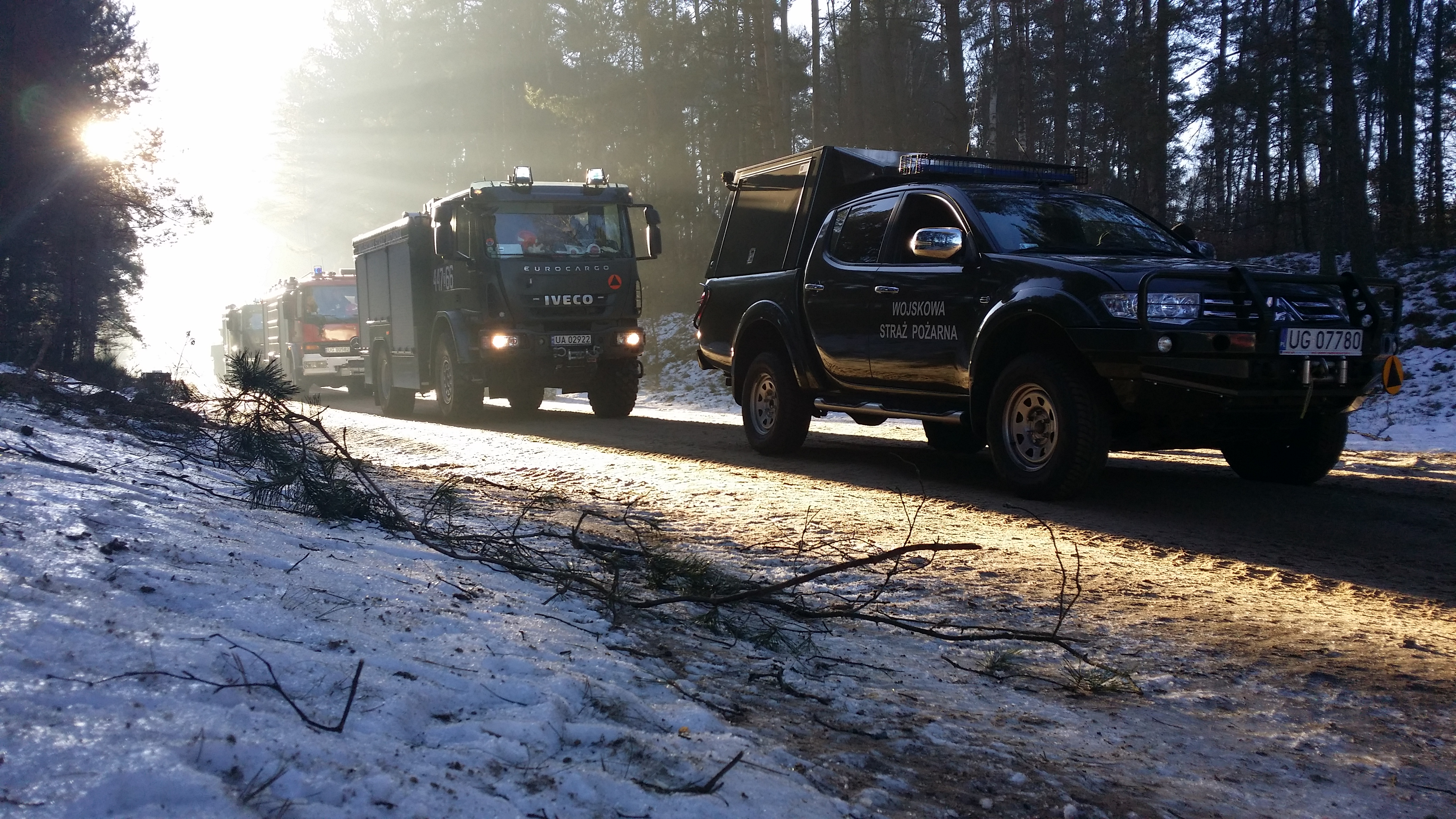
Samochody wojskowych straży pożarnych podczas przejazdu

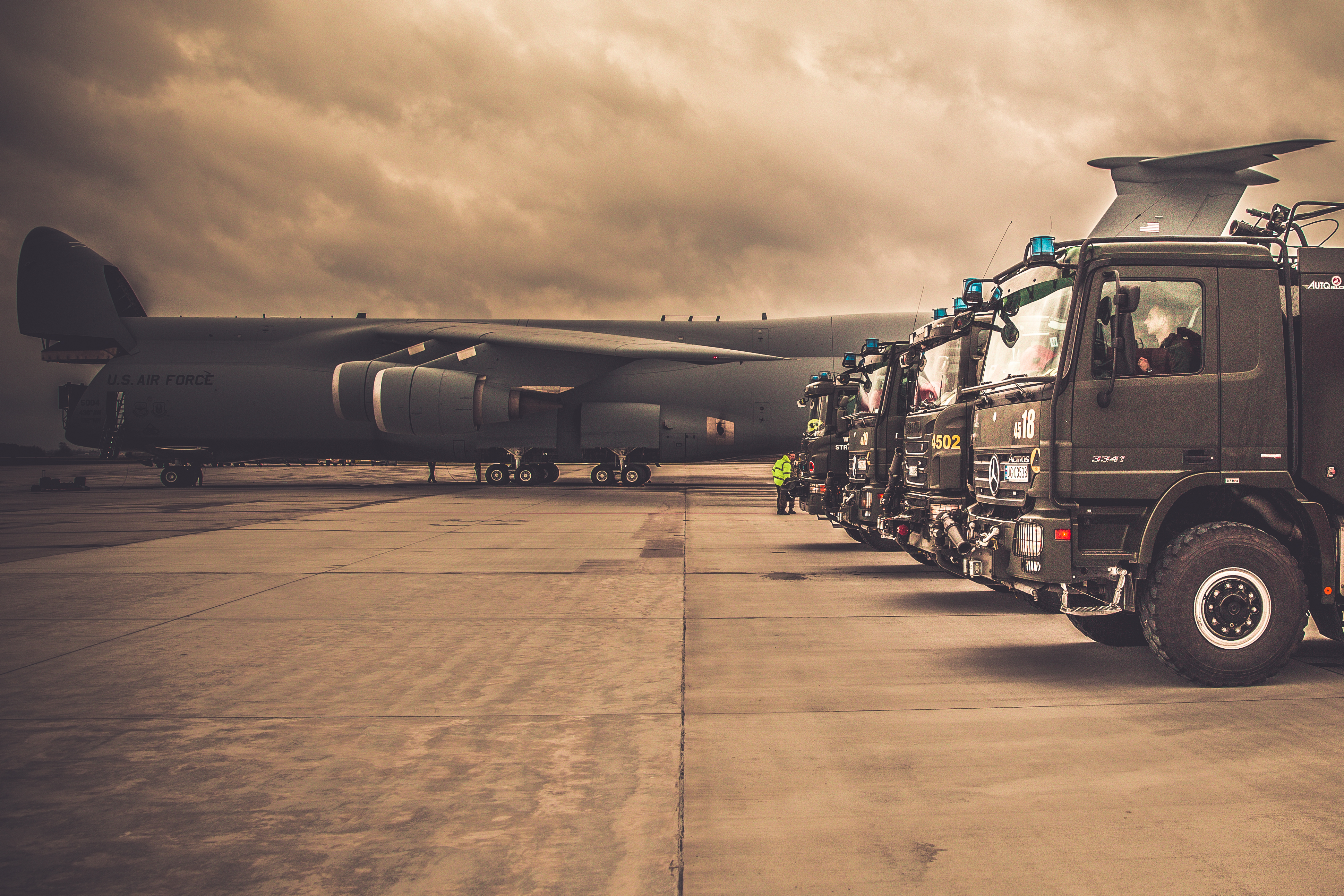
Zabezpieczenie przylotu amerykańskiego transportowca

Wojskowa Ochrona Przeciwpożarowa, WOP – organ wykonujący w komórkach i jednostkach organizacyjnych podległych Ministrowi Obrony Narodowej lub przez niego nadzorowanych zadania Państwowej Straży Pożarnej, a także pozostałe zadania wynikające ze specyfiki funkcjonowania Sił Zbrojnych Rzeczypospolitej Polskiej.

## Zadania
Wojskowa Ochrona Przeciwpożarowa powstała na podstawie art. 3 ustawy z dnia 24 sierpnia 1991 r, o Państwowej Straży Pożarnej, natomiast jej zadania określił Minister Obrony Narodowej w rozporządzeniu z dnia 24 sierpnia 1992 r. w sprawie zasad i trybu wykonywania zadań przez Wojskową Ochronę Przeciwpożarową. Są to:
- organizowanie i prowadzenie akcje ratowniczych w czasie walki z pożarami oraz likwidacji innych miejscowych zagrożeń, w komórkach i jednostkach organizacyjnych podległych Ministrowi Obrony Narodowej lub przez niego nadzorowanych,
- udzielanie pomocy Państwowej Straży Pożarnej w prowadzeniu akcji ratowniczych, a także wykonywanie pomocniczych czynności ratowniczych w czasie klęsk żywiołowych oraz innych miejscowych zagrożeń na rzecz innych służb ratowniczych, poza komórkami i jednostkami organizacyjnymi podległymi Ministrowi Obrony Narodowej lub przez niego nadzorowanymi,
- rozpoznawanie zagrożeń pożarowych i innych miejscowych zagrożeń w komórkach i jednostkach organizacyjnych podległych Ministrowi Obrony Narodowej lub przez niego nadzorowanych,
- szkolenie kadry dla potrzeb WOP i ochrony przeciwpożarowej komórek i jednostek organizacyjnych podległych Ministrowi Obrony Narodowej lub przez niego nadzorowanych,
- podejmowanie działań organizacyjno-technicznych usprawniających system alarmowania i współdziałania WOP z jednostkami organizacyjnymi Państwowej Straży Pożarnej oraz innymi służbami i podmiotami ratowniczymi w ramach krajowego systemu ratowniczo-gaśniczego,
- sprawowanie nadzoru nad przestrzeganiem przepisów o ochronie przeciwpożarowej w komórkach i jednostkach organizacyjnych podległych Ministrowi Obrony Narodowej lub przez niego nadzorowanych.

## Struktura
Wojskową Ochronę Przeciwpożarową tworzą:
- Szef Wojskowej Ochrony Przeciwpożarowej i podległy mu Inspektorat WOP (właściwy dla obszaru całego kraju)
- 10 szefów Delegatur WOP i podległe im Delegatury:
  - Delegatura Wojskowej Ochrony Przeciwpożarowej w Bydgoszczy (właściwa dla województwa kujawsko-pomorskiego i łódzkiego),
  - Delegatura Wojskowej Ochrony Przeciwpożarowej w Gdyni (właściwa dla województwa pomorskiego),
  - Delegatura Wojskowej Ochrony Przeciwpożarowej w Krakowie (właściwa dla województwa małopolskiego, śląskiego i świętokrzyskiego),
  - Delegatura Wojskowej Ochrony Przeciwpożarowej w Lublinie (właściwa dla województwa lubelskiego i podkarpackiego),
  - Delegatura Wojskowej Ochrony Przeciwpożarowej w Olsztynie (właściwa dla województwa warmińsko-mazurskiego i podlaskiego),
  - Delegatura Wojskowej Ochrony Przeciwpożarowej w Poznaniu (właściwa dla województwa wielkopolskiego),
  - Delegatura Wojskowej Ochrony Przeciwpożarowej w Szczecinie (właściwa dla województwa zachodniopomorskiego),
  - Delegatura Wojskowej Ochrony Przeciwpożarowej w Warszawie (właściwa dla województwa mazowieckiego),
  - Delegatura Wojskowej Ochrony Przeciwpożarowej we Wrocławiu (właściwa dla województwa dolnośląskiego i opolskiego),
  - Delegatura Wojskowej Ochrony Przeciwpożarowej w Zielonej Górze (właściwa dla województwa lubuskiego).
- wojskowe straże pożarne
- Szkoła Specjalistów Pożarnictwa w Centrum Szkolenia Logistyki

Kadrę Inspektoratu oraz delegatur Wojskowej Ochrony Przeciwpożarowej stanowią:
- żołnierze zawodowi
- strażacy Państwowej Straży Pożarnej[5]
- pracownicy Resortu Obrony Narodowej

### Podległość
Inspektorat Wojskowej Ochrony Przeciwpożarowej podlega Ministrowi Obrony Narodowej za pośrednictwem Dyrektora Departamentu Infrastruktury.
Wojskowe straże pożarne służbowo podlegają dowódcom jednostek wojskowych, w których zostały sformowane. Inspektorat i Delegatury WOP sprawują nad nimi nadzór merytoryczny.

### Kierownictwo
- Szef Wojskowej Ochrony Przeciwpożarowej – płk mgr inż. Andrzej Nawrocki
- Zastępca Szefa Wojskowej Ochrony Przeciwpożarowej – ppłk mgr inż. Marek Sobieski

## Historia[7]

### Organizacja ochrony przeciwpożarowej w Wojsku Polskim w latach 1918-1939
W latach 1920–1921 w Departamencie VIII Budownictwa, w Ministerstwie Spraw Wojskowych istniał samodzielny Wydział Przeciwpożarowy. W okresie 1921–1925 sprawy przeciwpożarowe przejął Referat Pożarowy w Wydziale Budownictwa Departamentu V Inżynierii i Saperów. Pierwszym Kierownikiem Referatu Pożarowego został ppłk inż. Józef Tuliszkowski, który w ówczesnych czasach był najwybitniejszym znawcą problematyki pożarowej. Następnie po reorganizacji w 1925 r. dziedzinę tę przeniesiono do Referatu Budowy i Utrzymania. Od 1931 r., w związku z przekazaniem Intendenturze zagadnień konserwacji budynków, ochrona przeciwpożarowa podporządkowana została Departamentowi Intendentury. Od 1936 r. do wybuchu wojny służba przeciwpożarowa podlegała Dowództwu Obrony Przeciwlotniczej, zarówno na szczeblu Ministerstwa Spraw Wojskowych, jak i Okręgu. Referat Przeciwpożarowy funkcjonował samodzielnie. Na czele stał oficer posiadający również przeszkolenie w zakresie pożarniczym. Personel tego referatu stanowili pracownicy cywilni- oficerowie pożarnictwa, kierowani do pracy w wojsku przez ówczesny Związek Straży Pożarnych RP. Referenci w poszczególnych okręgach wyznaczani byli na podobnych zasadach.
Do podstawowych zadań Referatu Przeciwpożarowego w Ministerstwie Spraw Wojskowych należało:
- opracowywanie przepisów, programów szkolenia, planów finansowych i materiałowych;
- rozdział kredytów;
- kontrolowanie stanu bezpieczeństwa pożarowego w jednostkach;
- ewidencja pożarów;
- współpraca z budownictwem wojskowym w zakresie dostosowania do wymagań przepisów i zaopatrzenia wodnego.

Główne zadania referenta przeciwpożarowego Dowództwa Okręgu Korpusu polegały na:
- systematycznym nadzorze bezpieczeństwa pożarowego w jednostkach wojskowych;
- udzielaniu wskazówek i pomocy w tym zakresie;
- zaopatrywania jednostek w sprzęt pożarniczy.

W jednostkach wojskowych zorganizowane były etatowe lub nieetatowe pogotowia przeciwpożarowe, których komendantami zostawali podoficerowie zawodowi pełniący służbę w danej jednostce lub pracownicy cywilni.

### Organizacja ochrony przeciwpożarowej w Wojsku Polskim w latach 1945-1991
Ochrona przeciwpożarowa w wojsku po drugiej wojnie światowej utworzona została w pionie służby kwaterunkowo-eksploatacyjnej rozkazem Naczelnego Dowództwa WP nr 70 z dnia 06.05.1945 r. W okresie tym odczuwano brak doświadczonej kadry. W wyniku wspólnych przedsięwzięć szkoleniowych Wojska i Związku Straży Pożarnych odbudowano ze zniszczeń obiekty Szkoły Oficerów Pożarnictwa przy ul. Słowackiego 52/54 w Warszawie i przeszkolono na rocznym kursie 31 oficerów zawodowych wojska, po czym skierowano ich do służby na stanowiska o specjalności pożarniczej. W latach 1946–1948 opracowano i wydano szereg podstawowych aktów normatywnych, regulujących organizację i działanie dziedziny ochrony przeciwpożarowej na różnych szczeblach w siłach zbrojnych. Do 1948 r. zorganizowano straże pożarne w składnicach, jednostkach lotniczych i na poligonach oraz w niektórych jednostkach wojskowych. Następnie, na potrzeby wojska, w Centralnym Ośrodku Szkolenia Kwatermistrzowskiego w Poznaniu zorganizowano szkolenie pożarnicze. Dynamikę rozwoju poszczególnych dziedzin ochrony przeciwpożarowej odnotowano w drugiej połowie lat 60. Powołano samodzielny ośrodek szkolenia w Lublinie, uaktualniono przepisy przeciwpożarowe w wojsku. Realizacja zadań następnie odbywała się w oparciu o ustawę o ochronie przeciwpożarowej z 12.06.1975 r. W resorcie problematykę tę regulowały zarządzenia MON. Wynikało z nich, że z ramienia ministra kierownictwo i nadzór nad ochroną przeciwpożarową sprawował Główny Kwatermistrz, jako organ centralny. Realizację zadań powierzono Szefowi Służby Zakwaterowania i Budownictwa, który posiadał fachową komórkę w postaci Wydziału Ochrony Przeciwpożarowej. W okręgach wojskowych kierownictwo i nadzór nad ochroną przeciwpożarową sprawowali dowódcy OW, którzy zadania wykonywali przez swoich zastępców. Kwatermistrz OW realizował zadania ochrony przeciwpożarowej poprzez Szefa Służby Zakwaterowania i Budownictwa, któremu podlegały Wojskowe Rejonowe Zarządy Kwaterunkowo-Budowlane (WRZKB). Szef Służby i szef WRZKB następnie przez fachowe dwu-trzyosobowe wydziały Ochrony Przeciwpożarowej. Szef Sztabu i szef Służb Technicznych OW, pomimo obowiązków w tym zakresie, nie dysponowali już specjalistycznymi organami. W Rodzajach Sił Zbrojnych kierownictwo i nadzór nad ochroną przeciwpożarową sprawował Dowódca RSZ. Tu również obowiązywał wieloszczeblowy system kierowania i nadzoru.

### Organizacja ochrony przeciwpożarowej w Wojsku Polskim po 1991 r.
Podstawę prawną do zmiany i wyeliminowania niedoskonałości w funkcjonowaniu ochrony przeciwpożarowej w wojsku dała ustawa z dnia 24.08.1991 r. o ochronie przeciwpożarowej, ustawa z dnia 24.08.1991 r. o Państwowej Straży Pożarnej oraz akty wykonawcze wydane do tych ustaw. Ponadto podstawą do współczesnej organizacji i funkcjonowania dziedziny, jaką jest wojskowa ochrona przeciwpożarowa stanowiło prawo międzynarodowe zawarte w protokołach dodatkowych Konwencji Genewskiej odnoszących się do ochrony formacji cywilnych w czasie konfliktów zbrojnych. Mówią one, że formacje cywilne powołane do prowadzenia działań ratowniczych, między innymi walki z pożarami, pod rygorem utraty prawa do ochrony nie mogą prowadzić tych działań w czasie konfliktów zbrojnych w odniesieniu do obiektów wojskowych i na terenach wojska.
Wejście w życie wspomnianych wyżej przepisów doprowadziło do likwidacji komórek organizacyjnych ochrony przeciwpożarowej w poszczególnych Ministerstwach i powstania Państwowej Straży Pożarnej. Ponadto, ustawa o PSP dała legitymację prawną do powołania Wojskowej Ochrony Przeciwpożarowej, a wydane na jej podstawie rozporządzenie Ministra Obrony Narodowej określiło następujące jednostki organizacyjne WOP:
1) Szef WOP i podległy mu Inspektorat WOP;
2) szefowie okręgowi WOP i podległe im okręgowe inspektoraty WOP;
3) szefowie delegatur okręgowych inspektoratów WOP i podległe im delegatury;
4) wojskowe straże pożarne.
W styczniu 1994 r. dotychczasowych szefów wydziałów ochrony przeciwpożarowej w Szefostwach Służby Zakwaterowania i Budownictwa wyznaczono na stanowiska Szefów Okręgowych WOP, a w WRZKB na stanowiska Szefów Delegatur Okręgowego Inspektoratu WOP. Utworzono 4 Okręgowe Inspektoraty Wojskowej Ochrony Przeciwpożarowej, które umiejscowiono przy siedzibach Okręgów Wojskowych tj. Pomorskiego w Bydgoszczy, Krakowskiego w Krakowie, Warszawskiego w Warszawie i Śląskiego we Wrocławiu. Okręgowym Inspektoratom WOP podlegały Delegatury Okręgowych Inspektoratów WOP (10), którym siedziby określono w miejscowościach w których funkcjonowały WRZKB. Wojskowe straże pożarne podlegały dowódcom właściwych jednostek (instytucji) wojskowych, a Szef Okręgowy WOP i Szef Delegatury Okręgowego Inspektoratu WOP nadzorował ich działalność. Szczegółową organizację jednostek WOP, siedziby i terytorialny zasięg działania określał Szef Sztabu Generalnego Wojska Polskiego, po zasięgnięciu opinii Szefa WOP.
W wyniku reorganizacji Sił Zbrojnych RP, z dniem 1 kwietnia 2002 r. dokonano zmiany dotychczasowych struktur organizacyjnych Wojskowej Ochrony Przeciwpożarowej. Rozformowano Okręgowe Inspektoraty WOP, a Delegatury Okręgowych Inspektoratów WOP przeformowano w Delegatury Wojskowej Ochrony Przeciwpożarowej.

### Szkolenie pożarnicze
W latach 1965–1992 ważną rolę w przygotowaniu żołnierzy-specjalności pożarniczej pełnił powstały Wojskowy Ośrodek Szkolenia Specjalistów Pożarnictwa. Był jedyną placówką w resorcie obrony narodowej kształcącą kadry szczebla podstawowego w tej specjalności. Warto podkreślić, że w Lublinie stworzona została nowoczesna baza szkoleniowa, gabinetowa jak i terenowa, zapewniająca kształcenie na wysokim poziomie operatorów sprzętu, dowódców drużyn i komendantów wojskowych straży pożarnych. Z uwagi na odrębną specyfikę służby Marynarka Wojenna RP dysponowała dodatkowo ośrodkiem, gdzie prowadzono szkolenie uzupełniające dla części personelu pływającego. Wojskowy Ośrodek Szkolenia Specjalistów Pożarnictwa w Lublinie działalność swoją rozpoczął szkoleniem mechaników i konserwatorów sprzętu w dniu 05.03.1965 r. Pierwszym komendantem Ośrodka został, wówczas starszy wykładowca OSK w Poznaniu, mjr Kazimierz Niebieszczański. Trzon kadry dydaktycznej stanowili doświadczeni wykładowcy i instruktorzy służbowo przeniesieni z Poznania oraz grupa absolwentów Szkoły Oficerów Pożarnictwa, powołanych do zawodowej służby wojskowej w 1965 r. Pododdziałami szkolnymi dowodzili oficerowie z jednostek garnizonu lubelskiego, wśród nich kpt. Zygmunt Morawski, który następnie w latach 1972*-1984 pełnił obowiązki komendanta Ośrodka. Od 15.12.1984 r. rozkazem dowódcy WOW na stanowisko komendanta wyznaczony został mjr Aleksander Chmiel. Obowiązki wykonywał do czasu rozformowania Ośrodka, to jest do dnia 30.04.1992 r. W związku z reorganizacją sił zbrojnych, a zwłaszcza ich redukcją, przez kolejne dwa lata szkoleniem pożarniczym zajmował się Wojskowy Ośrodek Szkolenia Służby Zakwaterowania i Budownictwa w Giżycku.
Gotowość do działania w dniu 1 stycznia 2008 r. osiągnęła Szkoła Specjalistów Pożarnictwa na bazie której realizowane jest w chwili obecnej szkolenie żołnierzy i pracowników wojska nadające im kwalifikacje zawodowe do wykonywania zawodu strażaka oraz sprawowania funkcji inspektora ochrony przeciwpożarowej.